# Ларсон, Дьюи
Дьюи Бернард Ларсон (англ. Dewey Bernard Larson; 1 ноября 1898 — 25 мая 1990) — американский инженер, физик.

### Информация
Создатель Системы Теории Обратной Взаимообусловленности (СТОВ), всеобъемлющей теоретической базы, способной объяснить все физические явления от субатомных частиц до скоплений галактик.
Согласно Ларсону, Вселенная – не просто пространственно-временная структура вещества, но Движение, где пространство и время — лишь два взаимообусловленных и не существующих друг без друга аспекта движения.
Работы Ларсона по теоретической физике включают такие тексты как: "Структура физической вселенной" (1959), "Дело против Ядерного Атома" (1963), "Перед Ньютоном" (1964), "Новый взгляд на пространство и время" (1965), "Квазары и пульсары" (1971), "Ничего, кроме Движения" (1979), "Забытые факты науки" (1982), "Вселенная движения" (1984), "Основные свойства материи" (1988).
На русском языке не издавался. В электронном варианте доступны следующие книги:
- Структура физической вселенной (том 1)
- Структура физической вселенной (том 2)
- Структура физической вселенной (том 3)
- Факты, которыми пренебрегла наука